# Paragvaj na Olimpijskim igrama
Paragvaj se na Olimpijskim igrama natječe od 1968. godine. Od tada su nastupali na svim igrama, osim kada su bojkotirali OI 1980. u Moskvi. Zasada nemaju još nijedan nastup na zimskim olimpijskim igrama.
Sportaši Paragvaja za sada su osvojili samo jednu olimpijsku medalju, srebrnu u nogometu 2004. godine u Ateni, kada su u finalu rezultatom 1:0 poraženi od reprezentacije Argentine.

## Osvajači medalja
| Medalja | Momčad                   | OI          | Sport   | Disciplina |
| ------- | ------------------------ | ----------- | ------- | ---------- |
| srebro  | Nogometna reprezentacija | 2004. Atena | Nogomet | muškarci   |

Momčad:

Aureliano Torres, Carlos Gamarra, Celso Esquivel, Diego Barreto, Diego Figueredo, Edgar Barreto, Emilio Martinez, Ernesto Cristaldo, Fredy Bareiro, Jose Cardozo, Jose Devaca, Julio Cesar Enciso, Julio Gonzales, Julio Manzur, Osvaldo Diaz, Pablo Gimenez, Pedro Benitez

## Vanjske poveznice
- Paragvaj na službenoj stranici Olimpijskih igara